# Urška P. Černe
Urska Potočnik Černe (* 1971 in Maribor, Slowenien) ist eine slowenische Übersetzerin, Kulturmanagerin, Translatologin, Publizistin und Literaturkritikerin.

## Biografie
Černe entstammt einer deutschen Familie aus Maribor. Dort besuchte sie das Gymnasium, studierte Jura und schloss den ersten Studienabschnitt ab (vergleichbar mit dem heutigen Bachelorabschluss), in Ljubljana folgte dann ein Magisterstudium der Komparatistik und Germanistik. Sie arbeitete als Journalistin für verschiedene renommierte slowenische Medien (Radio, Zeitung und Fernsehen) in Slowenien und dolmetschte u. a. für SternTV und RTL in der Berichterstattung über den Jugoslawienkrieg. Seit 2003 ist sie freie Kulturschaffende und lebt derzeit in Maribor.
Černes Hauptaugenmerk gilt dem literarischen Übersetzen. Sie übersetzt hauptsächlich deutsche Literatur ins Slowenische, in Tandemübersetzungen auch ins Deutsche. Zu ihren übersetzten Autoren zählen u. a. Marie Luise Kaschnitz, Peter Bichsel, Monika Rinck, Wolf Haas, Daniel Kehlmann, Rafik Schami, Herta Müller, Saša Stanišić, Wladimir Kaminer, Durs Grünbein und Günter Grass. Für ihre Übersetzung von Andreas Maiers Wäldchestag wurde sie 2008 mit dem Sovre-Preis geehrt, der höchsten slowenischen Auszeichnung für Literaturübersetzungen.
Von 2004 bis 2009 war sie Kuratorin der slowenischen Buchmessenstände in Frankfurt, Leipzig und Saarbrücken, 2007 verantwortete sie zusammen mit Aleš Šteger den Gastlandauftritt Sloweniens in Leipzig und entwarf das Programm.
Černe widmet sich auch translatologischen Fragen und publiziert regelmäßig Beiträge in wissenschaftlichen und literarischen Zeitungen. Seit 2007 ist sie externe Lehrbeauftragte am Institut für Translationswissenschaft der Universität Maribor. Von 2004 bis 2016 war sie Mentorin beim Sommerkolleg für literarisches Übersetzen auf der kroatischen Insel Premuda. Sie ist Gründerin und Organisatorin der Lyrikkritikfestivals Pranger und des dazugehörigen Übersetzungsfestivals Prevodni Pranger.

## Übersetzungen
- 1998: Hugo von Hofmannsthal: Pismo lorda Chandosa (dt. Der Chandos-Brief). Ljubljana: Nova revija.
- 1999: Walter Benjamin: Hašiš (dt. Über Haschisch). Ljubljana: Cankarjeva založba.
- 2003: Marcel Reich-Ranicki: O literarni kritiki (dt. Über Literaturkritik). Ljubljana: LUD Literatura.
- 2005: Margret Kreidl: Hitri streli, resnične poved i (dt. Schnelle Schüsse, wahre Sätze. Eine Lyrikauswahl durch Ludwig Hartinger). Ljubljana: Društvo Apokalipsa.
- 2005: Günter Grass: Po rakovo. Novela (dt. Im Krebsgang). Maribor: Litera.
- 2006: Daniel Kehlmann: Jaz in Kaminski (dt. Ich und Kaminski). Ljubljana: Modrijan.
- 2006: mit Dejan Klančič: Wolf Haas: Matilda (dt. Der Knochenmann). Ljubljana: Tuma.
- 2006: Rolf Dieter Brinkmann: Mrtev skunk: izbrane pesmi (dt. Dead Skunk. Gedichteauswahl Rolf Dieter Brinkmanns). Ljubljana: LUD Šerpa.
- 2007: Peter Bichsel: Gospa Blum bi mlekarja pravzaprav rada spoznala / Zgodbe za otroke (Kurzgeschichten). Ljubljana: LUD Literatura.
- 2008: Arnold Stadler: Smrt in jaz, midva (dt. Der Tod und ich, wir zwei). Ljubljana: Modrijan.
- 2008: Wolf Haas: Vreme pred 15 leti (dt. Das Wetter vor 15 Jahren). Ljubljana: Tuma.
- 2009: Boris Pahor:
  - Nomaden ohne Oase. Mit Matthias Göritz. Klagenfurt/Celovec: Hermagoras/Mohorjeva.
  - Die Verdunkelung. Mit Matthias Göritz. Klagenfurt/Celovec: Hermagoras/Mohorjeva.
  - Geheime Sprachgeschenke. Mit Matthias Göritz. Unter Mitarbeit von Brane Čop, Elena Messner und Maja Ranc. Klagenfurt/Celovec: Hermagoras/Mohorjeva.
  - Im Labyrinth. Mit Matthias Göritz. Unter Mitarbeit von Metka Wakounig, Maja Ranc und Hanna Erklavec. Klagenfurt/Celovec: Hermagoras/Mohorjeva.
  - Villa am See. Mit Matthias Göritz. Klagenfurt/Celovec: Hermagoras/Mohorjeva.
- 2009: Durs Grünbein: Pregibi in pasti. Izbrane pesmi. Ljubljana: Študentska založba. (Ausgewählte Gedichte, mit einigen Übersetzungen von Aleš Šteger)
- 2011: Kevin Vennemann: Mara Kogoj. Ljubljana: Slovenska matica
- 2011: Marie Luise Kaschnitz: Tamburin, konj (Kurzgeschichten). Ljubljana: LUD Literatura
- 2011: Ödön von Horváth: Don Juan se vrne z vojne (dt. Don Juan kommt aus dem Krieg). Ljubljana: Mestno gledališče ljubljansko (Stadttheater)
- 2012: Der Hirsch. Vier slowenische Dichter (Tomaž Šalamun, Gregor Podlogar, Andrej Hočevar, Primož Čučnik). Ljubljana, Berlin: LUD Literatura. Herausgabe zusammen mit Gregor Podlogar.
- 2012: Rafik Schami: Mračna plat ljubezni (dt. Die dunkle Seite der Liebe). Ljubljana: Mladinska knjiga.
- 2013: Bojana Kunst: Der Körper und das Sprechen (slow. Telo in govor). Dortmund: Hartware MedienKunstVerein. Mit Hendrik Jackson.
- 2013: Joachim Sartorius: Hôtel des étrangers (Lyrik). LUD Literatura.
- 2014: E. Mörike, H. Heine, Goethe, J. F. von Eichendorff, Stefan George et al.: Lyrik der Libretti . Ljubljana: Radio Slovenija.
- 2014: H. M. Enzensberger, Ch. Morgenstern, Kurt Schwitters, R. Kunze et al.: Lyrik. In: A. Thalmayr: Zoprna lirika. (dt. Lyrik nervt)
- 2014: Karen Duve: Dostojno kosilo (dt. Anständig essen). Maribor: Litera.
- 2014: Corinne Meier: Past Is Present. Ljubljana: International contemporary performing arts festivals – the Mladi Levi Festival
- 2014: Rainer Maria Rilke: Elegija Marini Cvetajevi-Efron (dt. Elegie an Marina Zwetajewa-Efron). In: Marina Cvetaeva: Poskus sobe. Übersetzt von Andreja Kalc. Koper: KUD AAC Zrakogled.
- 2014: Thomas Murner, Thomasin von Circlaria, Hans Sachs, Ecbasis captivi et al: Tischzuchten und Grobianische Schriften, dvorska poezija. Ljubljana: Radio Slovenija.
- 2015: Elfriede Jelinek: Sneguljčica (dt. Schneewittchen, aus: Prinzessinnendramen). Ljubljana: SMG Mladinsko Theatre.
- 2015: F. Schiller, R. M. Rilke, H. Heine, Goethe, C. Hauptmann, Alma Mahler. Vertonte Lyrik. Ljubljana: Radio Slovenija
- 2017: Nataša Velikonja, Karlo Hmeljak (u. a. mit Ferdinand Schmatz): Lyrik. In: Salzburg: mosaik - Zeitschrift für Literatur und Kultur.
- 2018: mit Uljana Wolf: Anja Golob: Anweisungen zum Atmen. Wien: Korrespondenzen. (sl. Didaskalije k dihanju)
- 2019: Theodor Fontane: Autobiografische Prosa und Korrespondenz . Ljubljana: Radio Slovenija.
- 2020: Andreas Unterweger: Pesmi (dt. Gedichte. Eine Auswahl). Ljubljana: Radio Slovenija.
- 2020: Monika Rinck: Pesmi (dt. Gedichte. Eine Auswahl). Ljubljana: LUD Literatura.
- 2021: Saša Stanišić: Čigav si? (dt. Herkunft). Ljubljana: Mladinska knjiga.